# 赫斯特染色

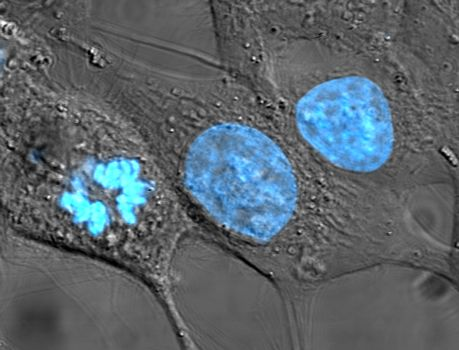
DNA經過藍色33258赫斯特染色的HeLa細胞，中間與右邊的細胞正經歷分裂間期，可見整個細胞核都呈藍色。而左方的細胞正在進行有絲分裂，其細胞核正在崩解，準備接下來要進行的分裂

赫斯特染色（英語：Hoechst stains）是荧光染色中的一種類型，由赫斯特公司开发，專門用來在荧光顯微觀察下標示DNA。由於可將DNA標示，此種染色方式也可以用來辨識內含DNA的細胞核及粒線體的位置。
常用的兩種染劑為Hoechst 33258與Hoechst 33342
，這兩種染劑可在波長350 nm的紫外光下激化。不過赫斯特染劑是潛在的突變原，處置上需要較為小心。